# Федин, Михаил Александрович
Михаил Александрович Федин (22 сентября 1920, Базяково, Татарская АССР — 19 июля 1948, Волжск, Марийская АССР) — командир отделения 7-го гвардейского воздушно-десантного полка, гвардии сержант. Герой Советского Союза.

## Биография
Родился 22 сентября 1920 года в селе Базяково (ныне — Алексеевского района Татарстана). Учился в начальной сельской школе, затем в средней школе № 15 в городе Казань. В 1935 году окончил 7 классов. Работал на казанской машинно-тракторной мастерской. В 1937 году переехал в посёлок Лопатино, работал на строительстве «Марбумкомбината».
В 1940 году был призван в Красную Армию. Служил на Дальнем Востоке, на торпедных катерах Тихоокеанского флота. Здесь встретил начало Великой Отечественной войны. На фронте с февраля 1943 года. Сначала был в разведке, затем стал пулемётчиком.
Участвовал в сражении на Курской дуге. В боях за населённый пункт Зиновьевка, когда многие командиры были выведены из строя, он поднял в атаку весь батальон. Во время боёв под городом Конотоп сержант Михаил Федин был назначен командиром пулемётного отделения. При отражении контратаки у села Будёновка, на фланг, который защищали пулемётчики под его командованием, пришёлся основной удар. Погибли почти все расчёты. Будучи дважды раненым, сам лёг за пулемёт, сменив погибших товарищей, и вёл огонь, пока атака не была отбита. Особо отличился при форсировании Днепра.
Вместе со своим отделением в числе первых переправился на правый берег Днепра. Пулемётчики с ходу вступили в бой и захватили небольшой плацдарм. 8 октября 1943 года у села Медвин принял командование взводом. Организовал отражение восьми контратак противника, нанеся ему большой урон. Когда замолкли пулемёты в ход шли гранаты, гвардейцы переходили в контратаки, в рукопашные схватки. Сержант был ранен, но продолжал руководить боем. Взвод оборонял свою позицию до конца дня, а ночью десантники совершили смелую вылазку и отбросили немцев ещё на несколько сот метров. Только когда миновала опасность и подошло подкрепление, его отправили в госпиталь.
Представлен к награждению званием Героя Советского Союза за мужество и героизм, проявленные при форсировании Днепра и удержании плацдарма на правом берегу. Указом Президиума Верховного Совета СССР «О присвоении звания Героя Советского Союза генералам, офицерскому, сержантскому и рядовому составу Красной Армии» от 10 января 1944 года за «образцовое выполнение боевых заданий командования на фронте борьбы с немецко-фашистскими захватчиками и проявленные при этом отвагу и геройство» удостоен звания Героя Советского Союза с вручением ордена Ленина и медали «Золотая Звезда».
После войны был демобилизован. Жил в городе Волжске, работал директором кирпичного завода. Умер 19 июля 1948 года.
Награждён орденом Ленина, медалями.
Именем Героя названа улица в Волжске, в городском парке установлен бюст.